# Юсуповка (Саратовская область)
Юсуповка — упразднённая деревня в Екатериновском районе Саратовской области России.

## География
Урочище находится в северной части Саратовского Правобережья, в пределах Окско-Донской равнины, на правом берегу реки Малая Еланка, к северу от села Подгоренка, на расстоянии примерно 16 километров (по прямой) к северо-западу от посёлка городского типа Екатериновки. Абсолютная высота — 201 метр над уровнем моря.

## История
По данным на 1886 год входила в состав Еланской волости Сердобского уезда. В 1945 году Юсуповка входила в состав Подгоренского сельсовета Салтыковского района.
Упразднена в 2001 году.